# Imperio suri

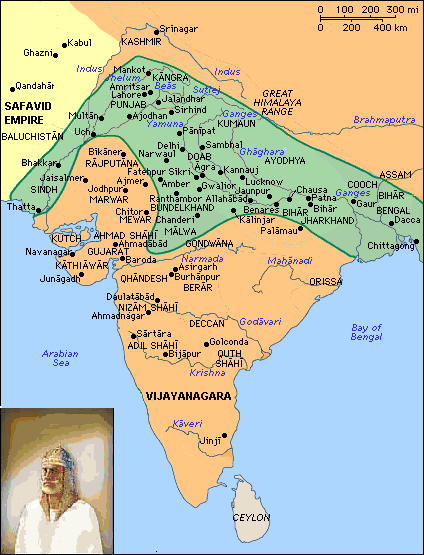
Territorio del imperio Suri en verde

La dinastía Suri (en pastún د سوریانو ټولواکمني) fue una dinastía  musulmana de origen afgano que reinó sobre un vasto territorio del subcontinente indio 
Su creador fue Sher Shah Suri, un indio de origen Pastún (Pathan) de la casa de Sur, que suplantó a la dinastía mogul como gobernantes del norte de la India durante el reinado del segundo emperador mogol  Humayun. Sher Shah derrotó a Humayun en la Batalla de Chausa (26 de junio de 1539) y de nuevo en la  Batalla de Bilgram (17 de mayo de 1540).
La dinastía Suri controló casi todos los territorios entre lo que es hoy el este de Afganistán y  Bangladés. Los ‘mogoles’ se retiraron al oeste, a Persia. Durante los 17 años de la dinastía Suri el norte del subcontinente indio fue testigo de desarrollo económico y reformas administrativas minimizando la corrupción y la opresión de la gente. 

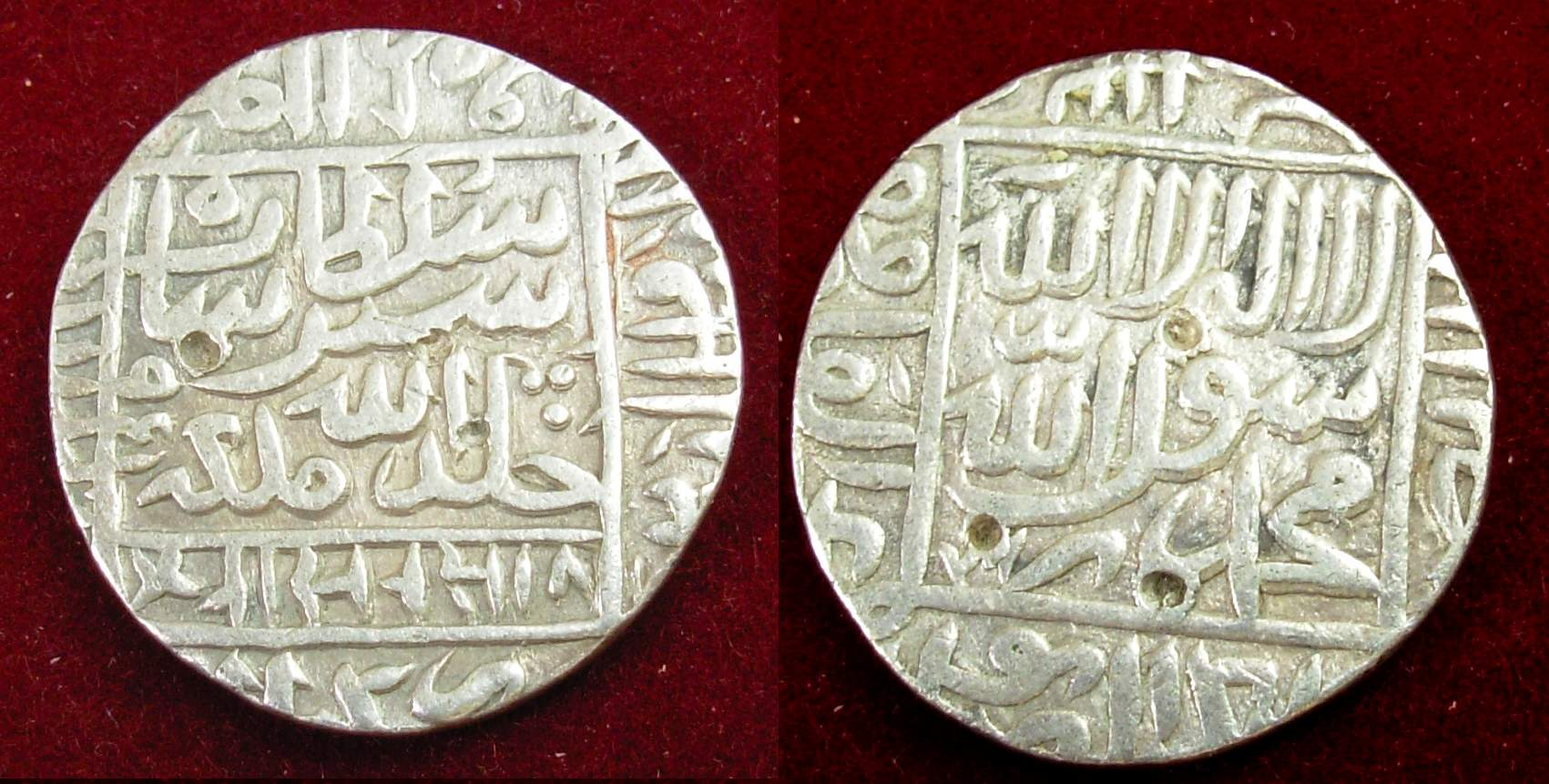
Moneda de plata de 178 gramos, Rupia acuñada por Sher Shah Suri, 1540-1545, fue la primera Rupia

A la muerte de Sher Shah en Kalindjar subió al trono su hijo pequeño Islam Shah (1545-1553) que pudo mantener el imperio cohesionado frente a la ambición de los nobles ‘afganos’ a los que intentó reducir su poder territorial. Muerto en 1553 le sucedió su hijo Firuz Shah que fue asesinado por Mubariz Khan que luchó por el trono con el nombre de Muhammad Shah Suri. La anarquía se apoderó del reino y el sistema administrativo y financiero establecido por el fundador se hundió; diversos príncipes Suris como Ibrahim Khan, Ahmad Khan y Muhammad Khan, se disputaron el trono en Lahore y en Bengala, y el gobernador de Gwalior, Tadj Khan se rebeló. Ibrahim se impuso en Delhi brevemente pero tuvo que dejar el poder a Sikander Shah. Esta confusión permitió el retorno de Humayun que ocupó Lahore. El general hindú Hemu murió en lucha contra los mogoles en la segunda batalla de Panipat; Adil-Shah Suri fue el último soberano, pero el 23 de julio de 1555 Humayun entró de nuevo en Delhi restaurando el imperio Mogol.
Monarcas de la dinastía Suri
| Nombre                    | Imagen | Inicio reinado      | Fin reinado             |
| ------------------------- | ------ | ------------------- | ----------------------- |
| Sher Shah Suri Sultán     |        | 17 de mayo de 1540  | 22 de mayo de 1545      |
| Islam Shah Suri Sultán    |        | 26 de mayo de 1545  | 22 de noviembre de 1553 |
| Firuz Shah Suri Sultán    |        | 1553                |                         |
| Muhammad Adil Shah Sultán |        | 1553                | 1555                    |
| Ibrahim Shah Suri Sultán  |        | 1555                |                         |
| Sikandar Shah Suri Sultán |        | 1555                | 22 de junio de 1555     |
| Adil Shah Suri Sultán     |        | 22 de junio de 1555 | 1556                    |